# Jancsin Ferenc (hegedűművész)
Jancsin Ferenc (Budapest, 1912. április 2. – 2002. november ?) hegedűművész, zenepedagógus, a Operaház koncertmestere volt.

## Élete
Zenei tanulmányait 1929 és 1933 között a budapesti Zeneakadémia hallgatójaként végezte, ahol tanárai Studer Oszkár és Zathureczky Ede voltak, majd 1931 és 1933 között a mesterképzőben Hubay Jenő tanítványa lett, kamarazenét pedig Weiner Leónál tanult.
Pályáját 1933-tól még mint az Operaház zenekarának tagja kezdte,  emellett szólistaként is koncertezett, majd 1936-tól már az Operaház zenekarának koncertmestere, mely posztot 1971-ig, nyugdíjba vonulásáig megőrizte.  A II. világháború előtt számos hazai és külföldi hangverseny szereplője, koncertezett Svédországban, Ausztriában, Olaszországban, Németországban és Csehszlovákiában. A háború után Magyarországon maradt, 1947-ben megalapította vonósnégyesét, a Jancsin vonósnégyest és vezetője maradt egészen 1968-ig, ugyanakkor szólókoncertjei, kamarakoncertjei mellett a Bartók Béla Zeneművészeti Szakközépiskola hegedűtanára is volt.
Az 1930-as évektől készített lemezfelvételei egyik kiadója az 1935-ben Budapesten alapított Radiola lemezkiadó, jelenleg a Rózsavölgyi és Társa Kft.  adja közre felvételeit  CD-n a Magyar Klasszikusok című sorozatban.

## Média
- Jancsin Ferenc Enrico Toselli: Serenade című művét adja elő.
- Jancsin Ferenc František  Drdla:  Souvenir című művét adja elő.